# Lista procesorów Athlon X2

## Athlon X2„Brisbane” (G1, 65nm) Microarchitecture „K8”
- Wszystkie modele obsługują: MMX, SSE, SSE2, SSE3, Enhanced 3DNow!, NX-bit, AMD64 (implementacja x86-64), Cool'n'Quiet, AMD Virtualization

| Model             | Częstotliwość | Cache L2    | HT       | Mnożnik | Napięcie | TDP1) | Gniazdo    | Data wprowadzenia | Oznaczenie    |
| ----------------- | ------------- | ----------- | -------- | ------- | -------- | ----- | ---------- | ----------------- | ------------- |
| Athlon X2 BE-2300 | 1900 MHz      | 2 × 512 KiB | 1000 MHz | 9,5x    | 1,25 V   | 45 W  | Socket AM2 | 5 czerwca 2007    | ADH2300IAA5DD |
| Athlon X2 BE-2350 | 2100 MHz      | 2 × 512 KiB | 1000 MHz | 10,5x   | 1,25 V   | 45 W  | Socket AM2 | 5 czerwca 2007    | ADH2350IAA5DD |
| Athlon X2 BE-2400 | 2200 MHz      | 2 × 512 KiB | 1000 MHz | 11x     | 1,25 V   | 45 W  | Socket AM2 |                   | ADH2400IAA5DD |

## Athlon X2„Kuma” (B3, 65nm) Microarchitecture „K10”
- Wszystkie modele obsługują: MMX, SSE, SSE2, SSE3, SSE4a, Enhanced 3DNow!, NX-bit, AMD64 (implementacja x86-64), Cool'n'Quiet, AMD Virtualization

| Model             | Częstotliwość | Cache L2    | Cache L3 | HT       | Mnożnik | Napięcie | TDP1) | Gniazdo     | Data wprowadzenia | Oznaczenie    |
| ----------------- | ------------- | ----------- | -------- | -------- | ------- | -------- | ----- | ----------- | ----------------- | ------------- |
| Athlon X2 6500 BE | 2300 MHz      | 2 × 512 KiB | 2048 KiB | 1800 MHz | 11,5x   | 1,25 V   | 95 W  | Socket AM2+ | 2008              | AD6500WCJ2BGH |
| Athlon X2 7450    | 2400 MHz      | 2 × 512 KiB | 2048 KiB | 1800 MHz | 12x     | 1,25 V   | 95 W  | Socket AM2+ | 15 grudnia 2008   | AD7450WCJ2BGH |
| Athlon X2 7550    | 2500 MHz      | 2 × 512 KiB | 2048 KiB | 1800 MHz | 12,5x   | 1,25 V   | 95 W  | Socket AM2+ | 15 grudnia 2008   | AD7550WCJ2BGH |
| Athlon X2 7750 BE | 2700 MHz      | 2 × 512 KiB | 2048 KiB | 1800 MHz | 13,5x   | 1,25 V   | 95 W  | Socket AM2+ | 15 grudnia 2008   | AD775ZWCJ2BGH |
| Athlon X2 7850 BE | 2800 MHz      | 2 × 512 KiB | 2048 KiB | 1800 MHz | 14x     | 1,25 V   | 95 W  | Socket AM2+ | 28 Kwietnia 2009  | AD785ZWCJ2BGH |

## Athlon II X2„Regor” (C2, 45nm) Microarchitecture „K10”
- Wszystkie modele obsługują: MMX, SSE, SSE2, SSE3, SSE4a, Enhanced 3DNow!, NX-bit, AMD64 (implementacja x86-64), Cool'n'Quiet, AMD Virtualization

| Model            | Częstotliwość | Cache L2    | HT       | Mnożnik | Napięcie     | TDP1) | Gniazdo           | Data wprowadzenia | Oznaczenie    |
| ---------------- | ------------- | ----------- | -------- | ------- | ------------ | ----- | ----------------- | ----------------- | ------------- |
| Athlon II X2 215 | 2700 MHz      | 2 × 512 KB  | 2000 MHz | 13,5x   | 1,25V        | 65W   | Socket AM2+ / AM3 |                   | ADX2150CK22GQ |
| Athlon II X2 240 | 2800 MHz      | 2 × 1024 KB | 2000 MHz | 14x     | 1,25V        | 65W   | Socket AM2+ / AM3 |                   | ADX2400CK23GQ |
| Athlon II X2 245 | 2900 MHz      | 2 × 1024 KB | 2000 MHz | 14,5x   | 1,25V        | 65W   | Socket AM2+ / AM3 |                   | ADX2450CK23GQ |
| Athlon II X2 250 | 3000 MHz      | 2 × 1024 KB | 2000 MHz | 15x     | 1,25V        | 65W   | Socket AM2+ / AM3 | 2 czerwca 2009    | ADX2500CK23GQ |
| Athlon II X2 255 | 3100 MHz      | 2 × 1024 KB | 2000 MHz | 15.5x   | 1,25V        | 65 W  | Socket AM2+ / AM3 |                   | ADX255OCK23GM |
| Athlon II X2 260 | 3200 MHz      | 2 × 1024 KB | 2000 MHz | 16x     | 0.85 – 1.4 V | 65W   | Socket AM2+ / AM3 |                   | ADX260OCK23GM |
| Athlon II X2 265 | 3300 MHz      | 2 × 1024 KB | 2000 MHz | 16,5x   | 0.85 – 1.4 V | 65W   | Socket AM2+ / AM3 |                   | ADX265OCK23GM |
| Athlon II X2 270 | 3400 MHz      | 2 × 1024 KB | 2000 MHz | 17x     | 0.85 – 1.4 V | 65W   | Socket AM2+ / AM3 |                   | ADX270OCK23GM |
| Athlon II X2 275 | 3500 MHz      | 2 × 1024 KB | 2000 MHz | 17,5x   | 0.85 – 1.4 V | 65W   | Socket AM2+ / AM3 |                   | ADX275OCK23GM |
| Athlon II X2 280 | 3600 MHz      | 2 × 1024 KB | 2000 MHz | 18x     | 0.85 – 1.4 V | 65W   | Socket AM2+ / AM3 |                   | ADX280OCK23GM |